# Пам'ятник «Будителям»

Пам'ятник «Будителям»

Пам'ятник «Будителям» — єдиний в Україні пам'ятник-триптих Тарасу Шевченку, Івану Франку, Лесі Українці відкритий у Стрию 24 серпня 1995 року. Пам'ятник складається з бронзових скульптур трьох поетів на повен зріст, у нішах кожної з арок, під загальною високою ажурною тригранною аркою з білого мармуру над цими трьома арками і декоративним вічовим дзвоном під нею, що символізує заклик до об'єднання нації. Пам'ятник знаходиться на площі Незалежності Стрия.
У цьому монументі увічнені Тарас Шевченко, Іван Франко та Леся Українка. Саме вони були одними з найактивніших будителів українців. Тому друга назва монумента — Пам'ятник українським будителям.

## Автори
Над пам'ятником працювали скульптори Василь та Володимир Одрехівські. Архітектор Сколоздра В.І.

## Світлини

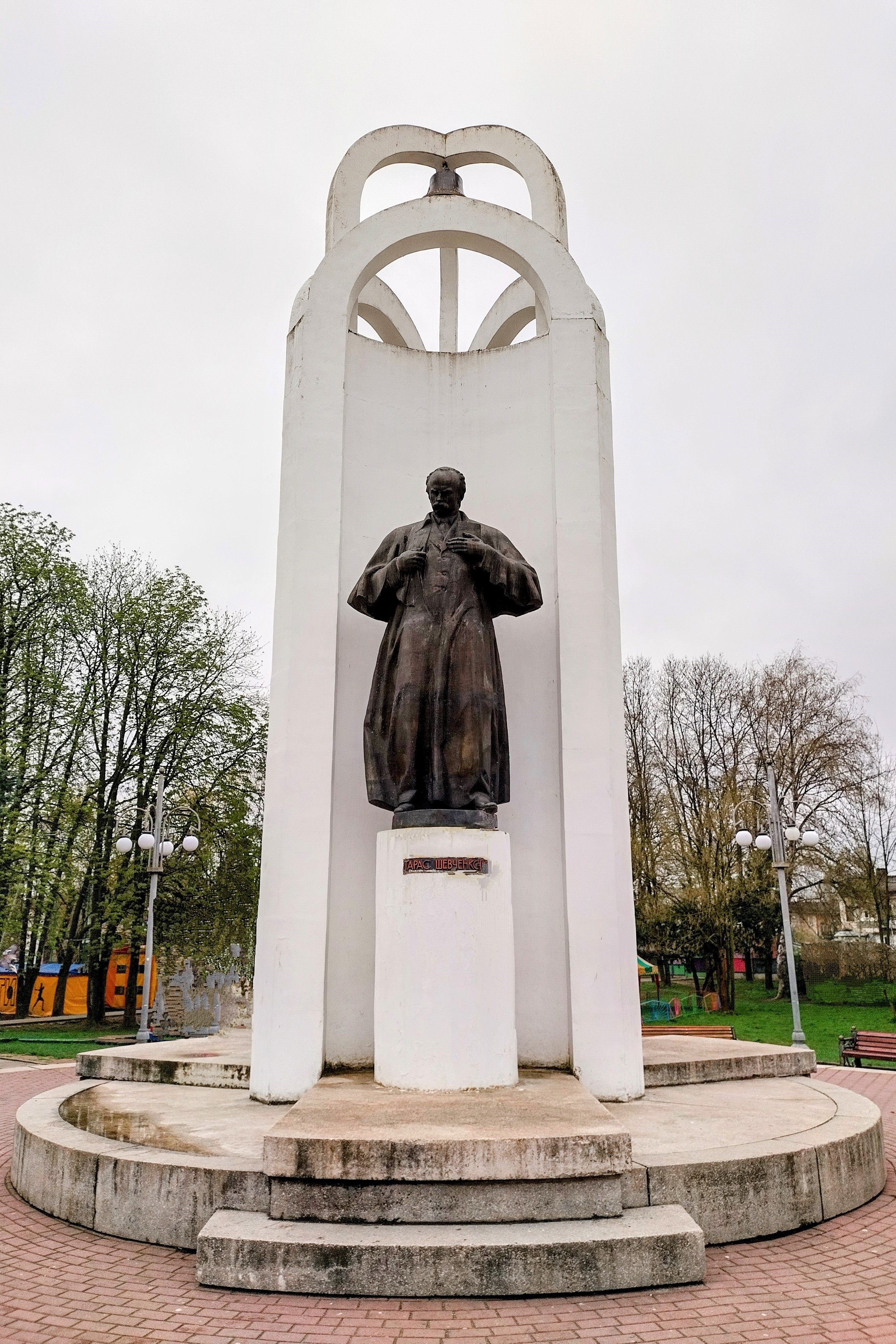
Тарас Шевченко
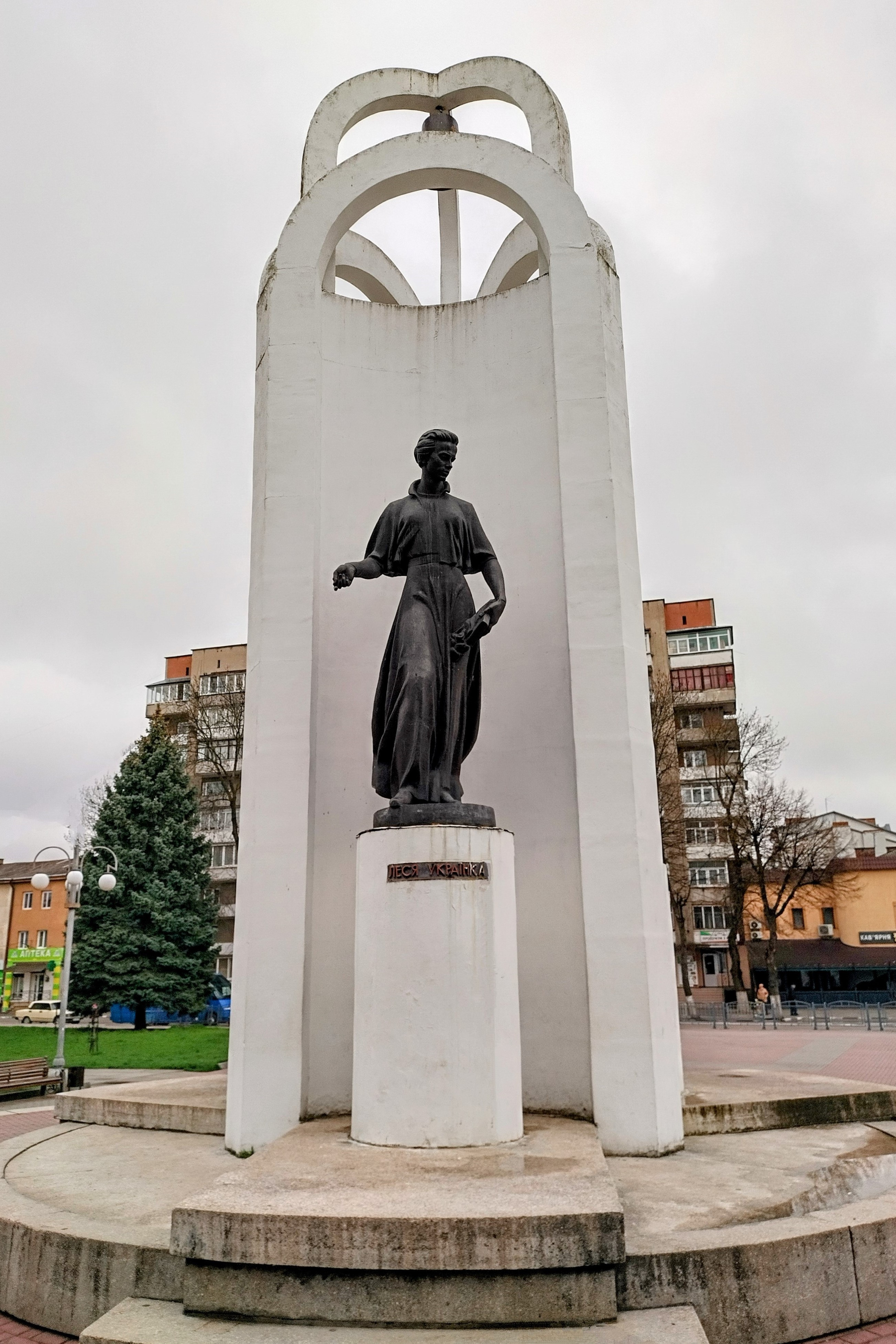
Леся Українка
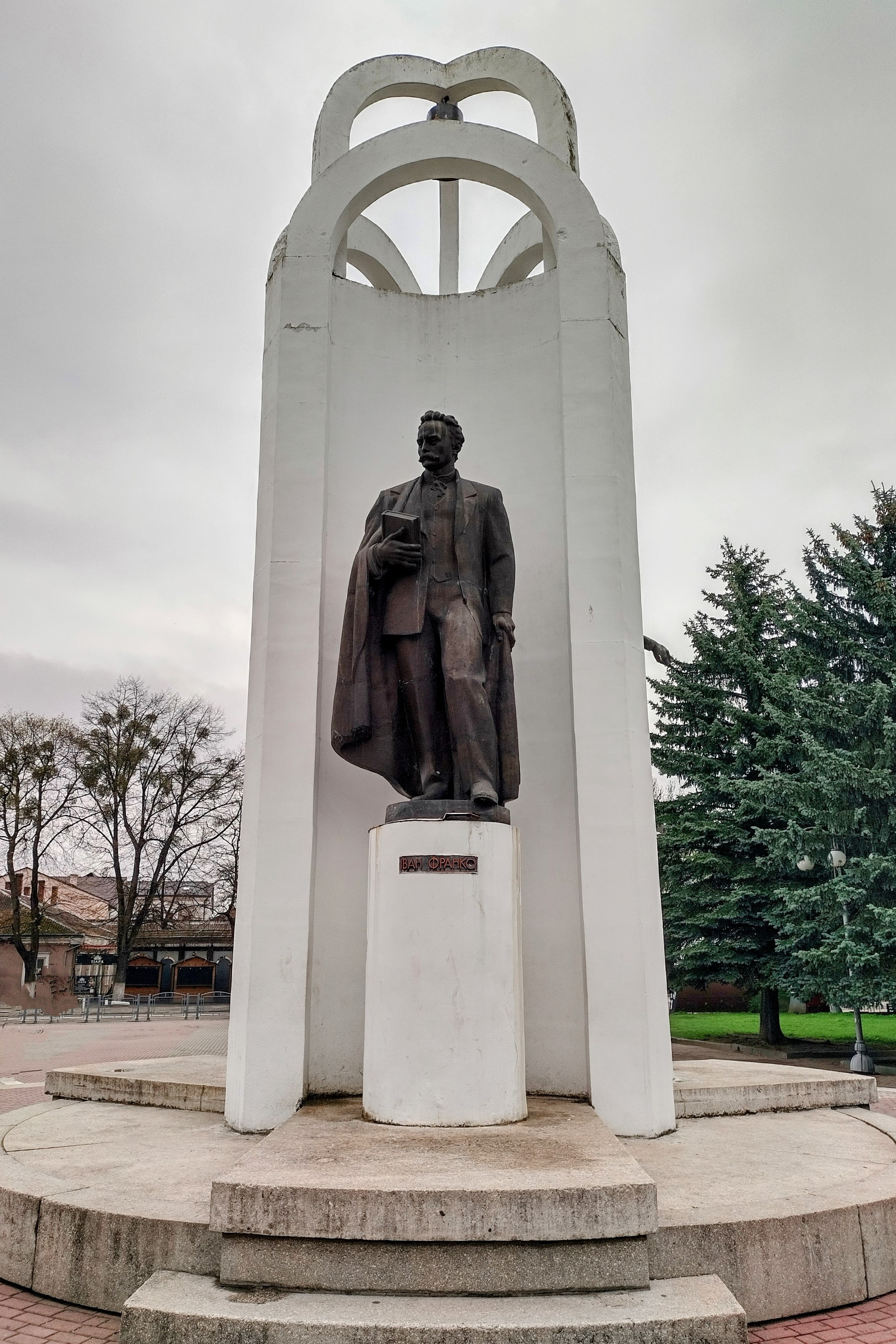
Іван Франко